# Чемпіонат світу з хокею з шайбою серед юніорських команд (жінки) 2011
Чемпіонат світу з хокею з шайбою серед юніорських команд (жінки) 2011 — 4-й розіграш чемпіонату світу з хокею серед юніорок. Чемпіонат проходив у шведському Стокгольмі, з 1 по 8 січня 2011 року. 

## Топ-дивізіон

### Команди
- Канада
- Чехія
- Фінляндія
- Німеччина
- Швейцарія
- Японія
- Швеція
- США

## Попередній етап
Група А
| М. | Збірна    | І | В | ВО | ПО | П | Ш    | О | Канада | Німеччина | Фінляндія | Швейцарія |
| -- | --------- | - | - | -- | -- | - | ---- | - | ------ | --------- | --------- | --------- |
| 1. | Канада    | 3 | 3 | 0  | 0  | 0 | 23:2 | 9 |        | 8:1       | 6:0       | 9:1       |
| 2. | Німеччина | 3 | 2 | 0  | 0  | 1 | 6:10 | 6 | 1:8    |           | 1:0       | 4:2       |
| 3. | Фінляндія | 3 | 1 | 0  | 0  | 2 | 4:8  | 3 | 0:6    | 0:1       |           | 4:1       |
| 4. | Швейцарія | 3 | 0 | 0  | 0  | 3 | 4:17 | 0 | 1:9    | 2:4       | 1:4       |           |

Група В
| М. | Збірна | І | В | ВО | ПО | П | Ш    | О | США  | Швеція | Чехія | Японія |
| -- | ------ | - | - | -- | -- | - | ---- | - | ---- | ------ | ----- | ------ |
| 1. | США    | 3 | 3 | 0  | 0  | 0 | 28:1 | 9 |      | 10:0   | 11:0  | 7:1    |
| 2. | Швеція | 3 | 2 | 0  | 0  | 1 | 5:13 | 6 | 0:10 |        | 3:2   | 2:1    |
| 3. | Чехія  | 3 | 1 | 0  | 0  | 2 | 6:15 | 3 | 0:11 | 2:3    |       | 4:1    |
| 4. | Японія | 3 | 0 | 0  | 0  | 3 | 3:13 | 0 | 1:7  | 1:2    | 1:4   |        |

## Втішний раунд
- Швейцарія —  Японія 4:0, 1:5, 5:1

## Плей-оф

### Чвертьфінали
- Німеччина —  Чехія 1:3
- Швеція —  Фінляндія 2:3 ОТ

### Півфінали
- Канада —  Фінляндія 6:1
- США —  Чехія 14:1

### Матч за 5 місце
- Німеччина —  Швеція 0:2

### Матч за 3 місце
- Чехія —  Фінляндія 0:3

### Фінал
- США —  Канада 5:2

## Найкращі гравці чемпіонату світу
Найкращими гравцями були обрані (Директорат турніру):
Воротар  Ізабелла Портной
Захисник  Милиця Макміллен
Нападник  Алекс Карпентер
Джерело: ІІХФ [Архівовано 3 березня 2016 у Wayback Machine.]

## Дивізіон І
Турнір проходив у місті Дмитрові (Росія), з 28 березня по 3 квітня 2011 року.
| Збірна     | І | В | ВО | ПО | П | Ш     | О  | Росія | Словаччина | Австрія | Норвегія | Франція | Казахстан |
| ---------- | - | - | -- | -- | - | ----- | -- | ----- | ---------- | ------- | -------- | ------- | --------- |
| Росія      | 5 | 5 | 0  | 0  | 0 | 44:2  | 15 |       | 5-0        | 6-1     | 4-1      | 10-0    | 19-0      |
| Словаччина | 5 | 4 | 0  | 0  | 1 | 19:11 | 12 | 0-5   |            | 5-2     | 1-0      | 2-1     | 11-3      |
| Австрія    | 5 | 3 | 0  | 0  | 2 | 19:14 | 9  | 1-6   | 2-5        |         | 4-3      | 5-0     | 7-0       |
| Норвегія   | 5 | 2 | 0  | 0  | 3 | 16:11 | 6  | 1-4   | 0-1        | 3-4     |          | 5-0     | 7-2       |
| Франція    | 5 | 1 | 0  | 0  | 4 | 5:25  | 3  | 0-10  | 1-2        | 0-5     | 0-5      |         | 4-3       |
| Казахстан  | 5 | 0 | 0  | 0  | 5 | 8:48  | 0  | 0-19  | 3-11       | 0-7     | 2-7      | 3-4     |           |